# Who Wants to Live Forever
„Who Wants to Live Forever“ je píseň britské rockové skupiny Queen. Vyšla v červnu roku 1986 na albu A Kind of Magic. Napsal ji kytarista skupiny Brian May, původně jako soundtrack k filmu Highlander. V roce 1991 byla rovněž zařazena do kompilačního alba Greatest Hits II.

## Videoklip
Videoklip režíroval David Mallet. Natáčení probíhalo v (nyní zbouraném) skladu v Tobacco Wharf v Londýně v září 1986. Ve videu Queen doprovází orchestr se čtyřiceti sbormistry. Pozadí videa tvoří svíčky. Na videu je také baskytarista John Deacon, který hraje na kontrabas, přestože ve zvukové nahrávce hrál na baskytaru.

## Obsazení
Queen
- Freddie Mercury – vedoucí a doprovodné vokály
- Brian May – vedoucí a doprovodné vokály, syntezátor, elektrická kytara, orchestrální aranžmá
- Roger Taylor – bicí, doprovodné vokály
- John Deacon – baskytara

Přídavní hudebníci
- Michael Kamen – dirigent orchestru
- Národní filharmonický orchestr

## Prodej a certifikace
| Region                   | Certifikace | Počet prodaných nosičů |
| ------------------------ | ----------- | ---------------------- |
| Spojené království (BPI) | stříbro     | 250 000                |